# ایزبنیتسا
ایزبنیتسا (به صربی: Izbenica) یک منطقهٔ مسکونی در صربستان است که در ورورین واقع شده‌است. ایزبنیتسا ۵۳۱ نفر جمعیت دارد.